# Абрамова, Мая Павловна
Ма́я Па́вловна Абра́мова (5 октября 1931, Свердловск — 4 апреля 2003, Москва) — советский и российский археолог, кавказовед. Доктор исторических наук.

## Биография
В 1949 году Мая Павловна окончила школу.
Окончила исторический факультет Московского государственного университета (1954) и аспирантуру при Государственном историческом музее (1957), где и работала до 1980 года, ведая кавказскими коллекциями.
В 1973 году Мая Павловна по рекомендации дирекции ГИМа, Министерство культуры СССР была отправлена в командировку в Народно-Демократическую республику Йемен для оказания помощи в налаживании музейной работы.
Она была членом экспертной комиссии музея по выработке норм научно-фондовой работы.
В 1980 году Мая Павловна стала сотрудником Отдела скифо-сарматской археологии.

## Научная деятельность
С 1951 года участвовала в археологических экспедициях в различных регионах России, от Новгорода до Забайкалья, однако преимущественно специализировалась на изучении сарматов: кандидатская диссертация «Культура сарматских племён Поволжско-Днепровских степей II в. до н. э. — I в. н. э.» (1962), докторская диссертация «Центральное Предкавказье в сарматское время (III в. до н. э. — IV в. н. э.)» (1990, опубликована как монография в 1993 г.).
Она участвовала в Северо-Кавказской экспедиции под руководством Е. И. Крупнова на раскопках поселения Сержень-Юрт в Чечне; раскопки Буйнакского кургана в Дагестане, полевые исследования Нижне-Джулатского могильника в Кабардино-Балкарии, раскопки Подкумского могильника в регионе Кавказских Минеральных вод на Ставрополье.
Автор семи монографий, в том числе фундаментального труда «Ранние аланы Северного Кавказа III—V вв.» (1997).

## Основные публикации
- Сарматская культура II в. до н.э. — I в. н.э. // СА. 1959. № 1. С. 52-71.
- Сарматские погребения Дона и Украины II в. до н.э. — I в. н.э. // СА. 1961. № 1.С. 91-110.
- Взаимоотношения сарматов с населением позднескифских степных городищ // МИА. 1962. № 115. С. 274-283.
- Большой Буйнакский курган // Тез. докл. на от. сессии о полевых арх. исслед. за 1964 г. Баку, 1965. С. 125.
- Пережитки культа двойной секиры в Дагестане // Тр. ГИМ. 1966. Вып. 40. С. 89-96.
- Раскопки Нижне-Джулатского могильника // АО-1967. 1968. С. 94, 95.
- К вопросу об этногенезе осетин // Происхождение осетинского народа. Орджоникидзе, 1967. С. 93-95.
- Раннесредневековые погребения Нижне-Джулатского могильника // Уч. зап. КЕНИИ. Нальчик, 1967. Т. XXV. С. 147-157.
- Новые погребения сарматского времени из Кабардино-Балкарии // СА. 1968. № 3. С. 114-130.
- Нижне-Джулатский могильник // АО-1968.1969. С. 119-120.
- О керамике с зооморфными ручками // СА. 1969. №2. С. 69-84.
- Мечи и кинжалы центральных районов Северного Кавказа в сарматское время // Древности Восточной Европы. М., 1969. С. 3-11.
- Новые погребения эпохи бронзы из Кабардино-Балкарии // Экспедиции ГИМ. М., 1969. С. 103-112.
- Исследование могильника Нижний Джулат в 1967 г. // КСИА. 1970. Вып. 124. С. 88-94.
- Раскопки могильника у сел. Брут // АО-1969.1970. С. 119, 120.
- Зеркала горных районов Центрального Кавказа I—III вв. н.э. // История и культура Восточной Европы по археологическим данным. М., 1971. С. 121-132.
- Археологические исследования в Моздокском районе Северной Осетии // АО-1970. 1971. С. 123, 124.
- Нижне-Джулатский могильник. Нальчик, 1972. 76 с.
- Археологические исследования в Кабардино-Балкарии и Северной Осетии // АО-1971. 1972. С. 152, 153.
- Могильник у ст. Подкумок близ Кисловодска // АО-1972. 1973. С. 106, 107.
- Новые погребения скифского времени с территории Центрального Предкавказья // СА. 1974. № 2. С. 195-212.
- Памятники горных районов Центрального Кавказа на рубеже и в первых веках нашей эры // Археологические исследования на юге Восточной Европы. М., 1974. С. 3-31.
- Раскопки Подкумского могильника // АО-1973. 1974. С. 91, 92.
- Катакомбные погребения IV—V вв. из Северной Осетии // СА. 1975. № 1. С. 213-233.
- Результаты работы на Подкумском могильнике // АО-1974. 1975. С. 93, 94.
- Катакомбные погребения первых веков нашей эры Центрального Предкавказья // Тез. докл. V "Крупновских чтений" по археологии Северного Кавказа. Махачкала, 1975. С. 53, 54.
- Археологические исследования в центральных районах Северного Кавказа // АО-1975. 1976. С. 103, 104 (соавт. Э.С. Кантемиров, О.В. Череповская).
- Некоторые вопросы аланской культуры Северного Кавказа // Тез. докл. VI "Крупновских чтений" по археологии Северного Кавказа. Краснодар, 1976. С. 5, 6.
- Исследование Андрейаульского городища // АО-1976. 1977. С. 108, 109 (соавт. М.Г. Магомедов, Л.Б. Гмыря).
- Большой Буйнакский курган // Материалы по археологии Дагестана. Махачкала, 1977. Т. 7. С. 54-73.
- К вопросу об аланской культуре Северного Кавказа // СА. 1978. № 1. С. 72-82.
- К вопросу о катакомбных и склеповых сооружениях юга Восточной Европы // Тез. докл. VIII "Крупновских чтений" по археологии Северного Кавказа. Нальчик, 1978. С. 40-42.
- Археологические раскопки в районе Кисловодска // АО-1977. 1978. С. 101, 102.
- К вопросу о раннеаланских катакомбных погребениях Центрального Предкавказья // Вопросы древней и средневековой археологии Восточной Европы. М., 1976. С. 64-71.
- К вопросу о связях населения Северного Кавказа сарматского времени // СА. 1979. № 2. С. 31-50.
- Письменные источники о кавказских аланах // Тез. докл. IX "Крупновских чтений" по археологии Северного Кавказа. Элиста, 1979. С. 42, 43.
- К вопросу о происхождении раннесредневековой культуры Андрейаульского городища // Северный Кавказ в древности и в средние века. М., * Буйнакский курган // Материалы по археологии Дагестана. Махачкала, 1980. Т. 9. С. 115-143.
- Раскопки могильника у сел. Карца в Северной Осетии // История и культура Евразии по археологическим данным. Тр. ГИМ. 1980. Вып. 51. С. 65-70.
- Катакомбные и склеповые сооружения юга Восточной Европы // Археологические исследования на юге Восточной Европы. Ч. П. М., 1982. С. 9-19.
- Новые материалы раннесредневековых могильников центральных районов Северного Кавказа // СА. 1982. № 2. С. 135-155.
- О подкурганных катакомбах первых веков нашей эры // Тез. докл. XII "Крупновских чтений" по археологии Северного Кавказа. М., 1982. С. 49, 50.
- О хронологии ранней группы погребений Нижне-Джулатского могильника // КСИА. 1983. Вып. 176. С. 34-39.
- Предварительные итоги исследования Подкумского могильника // История и культура сарматов. Саратов, 1983. С. 60-69.
- Некоторые особенности культур горной и равнинной зон центральных районов Северного Кавказа в I тыс. до н.э. — начале I тыс. н.э. Тез. докл. Душетской науч. конф. Тбилиси, 1984. С. 28-30.
- О выделении локальных вариантов в культурах скифо-сарматского времени центральных районов Северного Кавказа // Тез. докл. XIII "Крупновских чтений" по археологии Северного Кавказа. Майкоп, 1984. С. 58, 59.
- Отв. ред. книги "Археологические исследования на новостройках Кабардино-Балкарии". Т. 2. Нальчик, 1985. 276 с. (совместно с В.И. Козенковой).
- Предисловие к книге: "Археологические исследования на новостройках Кабардино-Балкарии". Т. 2. Нальчик, 1985. С. 3-6 (соавт. В.И. Козенкова).
- Новые материалы по раннеаланской культуре Северного Кавказа // Тез. докл. Всесоюзной археол. конф. "Достижения советской археологии в XI пятилетке". Баку, 1985. С. 35, 36.
- Раскопки в Карачаево-Черкесии // АО-1983. 1985. С. 104.
- Некоторые особенности погребений III—I вв. до н.э. предгорной зоны Центрального Предкавказья // Новое в археологии Северного Кавказа. М., 1986. С. 177-182.
- Раннесредневековый могильник у сел. Чми в Северной Осетии // Новые материалы по археологии Центрального Кавказа. Орджоникидзе, 1986. С. 49-71.
- Исследования в Карачаево-Черкесии // АО-1984. 1986. С. 86.
- К вопросу об этническом составе населения Центрального Предкавказья в сарматскую эпоху // Тез. докл. XIV "Крупновских чтений" по археологии Северного Кавказа. Орджоникидзе, 1986. С. 15, 16.
- Подкумский могильник. М., 1987. 181 с.
- Особенности культуры населения Дагестана в албано-сарматскую эпоху // СА. 1987. № 4. С. 59-73.
- Работа Карачаево-Черкесского отряда // АО-1985. 1987. С. 122, 123.
- Некоторые особенности культуры Центрального Предкавказья в III—IV вв. н.э. // Тез. докл. конф. "Задачи советской археологии в свете решений XXVII съезда КПСС". М., 1987. С. 15, 16.
- Подкурганные катакомбы первых веков нашей эры на Северном Кавказе // КСИА. 1988. Вып. 194. С. 54-59.
- Отв. ред. книги Б.М. Керефова "Памятники сарматского времени Кабардино-Балкарии". Нальчик, 1988. 216 с.
- Предисловие к книге Б.М. Керефова "Памятники сарматского времени Кабардино-Балкарии". Нальчик, 1988. С. 3-6.
- Роль сарматов в сложении культур Центрального Предкавказья // Методика исследования и интерпретация археологических материалов Северного Кавказа. Орджоникидзе, 1988. С. 23-33.
- Кочевые ираноязычные племена Предкавказья по археологическим данным // Тез. докл. XV "Крупновских чтений" по археологии Северного Кавказа. Махачкала, 1988. С. 47-49.
- Сарматы и Северный Кавказ // Проблемы сарматской археологии и истории (Тез. докл. конф.). Азов, 1988. С. 4-18.
- Центральный Кавказ в сарматскую эпоху // Степи европейской части СССР в скифо-сарматское время. Сер. Археология СССР. М., 1989. С. 268-281.
- Погребальный обряд племен Центрального Предкавказья в III—IV вв. // Археологические исследования на юге Восточной Европы. Тр. ГИМ. 1989. Вып. 70. С. 5-16.
- Предисловие к книге А.К. Амброза "Вопросы хронологии некоторых могильников Северного Кавказа V—VII вв.". М., 1989. С. 3-5.
- Отв. ред. книги А.К. Амброза "Вопросы хронологии некоторых могильников Северного Кавказа V—VII вв.". М., 1989. 134 с.
- Отв. ред. книги "Археологические исследования на юге Восточной Европы". Тр. ГИМ. 1989. Вып. 70. 192 с.
- Предисловие к книге "Археологические исследования на юге Восточной Европы". Тр. ГИМ. 1989. Вып. 70. С. 3, 4.
- О скифских традициях в культуре населения Центрального Предкавказья в IV—II вв. до н.э. // Проблемы скифо-сарматской археологии. М., 1990. С. 116-133.
- Вопросы историографии и проблемы археологии Центрального Предкавказья сарматского времени // Тез. докл. XVI "Крупновских чтений" по археологии Северного Кавказа. Ставрополь, 1990. С. 14-16.
- Западные районы Центрального Предкавказья во II—III вв. н.э. // КСИА. 1990. Вып. 197. С. 44-51.
- Особенности культур горной и равнинной зон центральных районов Северного Кавказа в I тыс. до н.э. — начале I тыс. н.э. // Проблема взаимоотношений между горными и равнинными регионами Кавказа Тез. докл. Тбилиси, 1984. С. 28-30.
- Погребения сарматского времени из Ставрополья // Памятники Евразии скифо-сарматского времени. М., 1995. С. 35-55 (соавт. В.Г. Петренко).
- Некоторые особенности взаимоотношений ираноязычных кочевников и оседлых племен Предкавказья // СА. 1992. №2. С. 20-31.
- Новые археологические материалы к вопросу этногенеза осетин // 1 междунар. науч. конф. "Осетиноведение: история и современность". Владикавказ, 1991. С. 4-6.
- Взаимоотношения древнего населения Чечено-Ингушетии с ираноязычными кочевыми племенами // Проблемы происхождения нахских народов. Тез. докл. и сообщ. Всесоюзной науч. конф. Шатой, 1991. С. 12-14.
- Некоторые особенности развития культуры населения западных и центральных районов Предкавказья сарматского времени // XVII "Крупновские чтения" по археологии Северного Кавказа. Тез. докл. Майкоп, 1992. С. 57, 58.
- Вопросы изучения памятников Центрального Предкавказья сарматского времени // КСИА. 1991. Вып. 204. С. 18-24.
- Центральное Предкавказье в сарматское время (III в. до н.э. — IV в. н.э.). М., 1993. 240 с.
- Некоторые особенности материальной культуры сарматов Центрального Предкавказья // Проблемы истории и культуры сарматов. Тез. докл. междунар. конф. Волгоград, 1994. С. 8-15.
- О локальных особенностях в культуре населения центральных районов Северного Кавказа в III—V вв. н.э. (по данным погребального обряда) // XVIII "Крупновские чтения" по археологии Северного Кавказа. Тез. докл. Кисловодск, 1994. С. 47, 48.
- Римские провинциальные фибулы IV—V вв. на Северном Кавказе // ИАА. Вып. 1. Армавир; М., 1995. С. 140-147.
- Sarmatians in the North Caucasus // Nomads of the Eurasian Steppes in the Early Iron Age. Zinat Press Berkeley, CA, 1995. P. 165-183.
- Фибулы Хумаринского могильника (II—III вв. н.э.) // ИАА. Вып. 2. Армавир; М., 1996. С. 100-105.
- Взаимоотношения древнего населения Чечено-Ингушетии с ираноязычными кочевыми племенами // Проблема происхождения нахских народов. Матер, науч. конф., сост. в Шатое в 1991 г. Махачкала, 1996. С. 24-36.
- Катакомбные могильники III-V вв. н.э. центральных районов Северного Кавказа // Alanika. Владикавказ, 1995. Т. 3. С. 65-78.
- О некоторых критериях выделения памятников алан на Северном Кавказе // XIX "Крупновские чтения" по археологии Северного Кавказа. М., 1996. С. 5, 6.
- Об одной из гипотез о происхождении северокавказских алан // ИАА. Вып. 3. Армавир; М., 1997. С. 34-40.
- Ранние аланы Северного Кавказа III—V вв. М., 1997.165 с.
- К вопросу об аланах Верхней Кубани // Материалы конференции, посв. 100-летию со дня рожд. Т.М. Минаевой. Ставрополь, 1997. С. 40, 41.
- Некоторые итоги изучения раннего периода алан на Северном Кавказе // Археология Кавказа: новейшие открытия и достижения. Кратк. содерж. докл. междунар. науч. сессии. Тбилиси, 1997. С. 55, 56.
- Некоторые особенности поселений скифского времени Верхней Кубани // Юбилейные международные XX "Крупновские чтения" по археологии Северного Кавказа. Тез. докл. Ставрополь, 1998. С. 5, 6.
- О датировке некоторых лунниц с территории Дагестана // Древности Северного Кавказа. Махачкала, 1998. С. 61-67.
- Поселение скифского времени у аула Хумара на Верхней Кубани // Древности Северного Кавказа. М., 1999. С. 89-120.
- О некоторых спорных вопросах в хронологии раннесарматской культуры // Евразийские древности. 100 лет Б.Н. Гракову: архивные материалы, публикации, статьи. М, 1999. С. 98-107.
- Взаимоотношения степных кочевников и оседлых племен Северного Кавказа // Кавказ и степной мир в древности и в средние века. Матер. междунар. науч. конф. Махачкала, 1999. С. 17, 18 (соавт. Г.Г. Пятых).
- Взаимоотношения степных кочевников и оседлых племен Северного Кавказа (на материалах Северного Дагестана позднесарматского времени) // Кавказ и степной мир в древности и в средние века. Махачкала, 2000. С. 80-94 (соавт. Г.Г. Пятых).
- Каменные подземные склепы Центрального и Северо-Восточного Кавказа скифо-сарматского времени // Кавказ и Древний Восток. Махачкала 1999. С. 171-181.
- О погребениях зубовско-воздвиженской группы (историографический обзор) // Нижневолжский археологический вестник. Волгоград, 2000. Вып. 3. С. 123-128.
- Изучение северокавказских памятников сарматского времени в XX в. // Тез. докл. XXI "Крупновских чтений" по археологии Северного Кавказа. Кисловодск, 2000. С. 3-5.
- Курганы Нижнего Сулака: могильник Львовский Первый-2 // МИАР. Вып. 2. М., 2000. 140 с. (соавт. К.И. Красильников, Г.Г. Пятых).
- Некоторые локальные особенности в культуре алан первых веков нашей эры // Средневековые древности евразийских степей. Воронеж, 2001. С. 8-23.
- О некоторых античных традициях в культуре северокавказских племен // Северный Кавказ: историко-археологические очерки и заметки. МИАР. Вып. 3. М., 2001. С. 126-130.
- Отв. ред. сборника "Северный Кавказ: историко-археологические очерки и заметки" // МИАР. Вып. 3. М., 2001. 212 с. (совместно с В.И. Марковиным).
- Предисловие к сборнику "Северный Кавказ: историко-археологические очерки и заметки" // МИАР. Вып. 3. М., 2001. С. 3-5 (соавт. В.И. Марковин).
- Пути формирования новых этнических группировок на Северном Кавказе в первые века нашей эры // Тез. докл. XXII "Крупновских чтений". Кисловодск, 2002.
- Курганы Нижнего Сулака: могильник Львовский Первый-6 // МИАР. Вып. 5. М., 2004. 160 с. (соавт. К.И. Красильников, Г.Г. Пятых).
- Сарматская эпоха // Очерки по археологии Северной Осетии. Владикавказ (в печати).
- Особенности процесса формирования аланской культуры Северного Кавказа (по данным археологии) // Ancient West and East. L. (в печати).